# Neu!
Neu! – niemiecka krautrockowa grupa muzyczna, stworzona przez dwóch byłych członków zespołu Kraftwerk Klausa Dingera i Michaela Rothera. 

## Historia

### 1971–1975
Nazwa zespołu zainspirowana była ówcześnie nagminnym używaniem słowa "Nowość!" w branży reklamowej.
Pierwszy album zespołu nie odnosi sukcesu komercyjnego lecz przez wielu artystów (David Bowie, Brian Eno, Iggy Pop, Thom Yorke) uważany jest za rarytas gatunku. Już wtedy na płycie pojawiają się utwory z charakterystycznym dla Neu! rytmem "Motorik" (Hallogallo, Negativland).
W 1973 ukazuje się album Neu! 2. Borykając się z problemami finansowymi, zespół postanawia wypełnić część materiału remiksami utworów z singla Neuschnee/Super; stąd powstają wpływowe Super 16 i Super 78. W tym czasie Michael Rother wraz z muzykami grupy Cluster tworzy zespół Harmonia, Neu! zawiesza działalność.
Neu! '75 to właściwie płyta dwu solowych projektów Dingera i Rotera. Spokojna strona A i agresywna mająca niemały wpływ na nurt brytyjskiej fali punk strona B (znamienny “Hero”). Neu! 75 jest odbiciem różnicy głosów i początkiem konfliktów artystycznych, którym zespół nie podołał i wkrótce po wydaniu płyty muzycy zaprzestają nagrywania jako Neu!.

## Skład zespołu
- Klaus Dinger – wokal, perkusja, gitara, instrumenty klawiszowe, koto, instrumenty perkusyjne (1971–1975, 1985–1986)
- Michael Rother – gitara, gitara basowa, instrumenty klawiszowe (1971–1975, 1985–1986)
- Eberhard Kranemann – gitara basowa, gitara hawajska (1972)
- Uli Trepte – gitara basowa (1972)
- Thomas Dinger – perkusja (1975)
- Hans Lampe – perkusja (1975)
- Konrad Mathieu – perkusja (1985–1986)
- Georg Sessenhausen – perkusja (1985–1986)
- Conny Plank – producent i inżynier dźwięku (1971–1975)

## Dyskografia
- 1972 – Neu! (Brain Records)
- 1973 – Neu! 2 (Brain Records)
- 1975 – Neu! '75 (Brain Records)
- 1995 – Neu! 4 (Captain Trip Records)
- 1996 – Neu! '72 Live! (Captain Trip Records)